# Champions Hockey League 2014./15.
Champions Hockey League za sezonu 2014./15. je prvo izdanje ovog natjecanja koje je zamijenilo European Trophy te nakon Lige prvaka je postalo novo europsko elitno klupsko natjecanje od sezone 2014./15. Natjecanje je osvojila švedska Luleå Hockey.

## Format natjecanja
Sudjeluju 44 kluba podijeljena u jedanaest skupina po četiri kluba. U skupinama se odigra dvokružna liga (šest kola) te potom doigravanje. U doigravanje ulazi jedanaest pobjednika skupina te pet najboljih drugoplasiranih momčadi. Doigravanje se igra kup-sustavom na dvije utakmice, a prolazi momčad koja postigne ukupno više pogodaka. Ako je ukupni rezultat neodlučen, igraju se produžeci od 10 minuta. Završni susret se igra na jednu utakmicu kod ukupno najuspješnije momčadi do poluzavršnice.

## Sudionici
| - Vienna Capitals - Beč A - Red Bull - Salzburg A - Villacher SV - Villach B - Bílí Tygři - Liberec A - Vitkovice Steel - Ostrava A - Pardubice - Pardubice A - Sparta - Prag A - Oceláři - Třinec B - PSG - Zlín B - SønderjyskE - Vojens C - HIFK - Helsinki A - JYP - Jyväskylä A - KalPa - Kuopio A - SaiPa - Lappeenranta B - Oulun Kärpät - Oulu A | - Lukko - Rauma B - Tappara - Tampere A - TPS - Turku A - Briançon Diables Rouges - Briançon C - Bolzano - Bozen B ↓1 - Vålerenga - Oslo C - Stavanger Oilers - Stavanger C - Eisbären - Berlin A - Hamburg Freezers - Hamburg B - ERC - Ingolstadt A - Kölner Haie - Köln B - Krefeld Pinguine - Krefeld A - Adler - Mannheim A - Košice - Košice C - Frölunda - Göteborg A | - HV71 - Jönköping A - Färjestad - Karlstad A - Linköpings - Linköping A - Luleå Hockey - Luleå A - Skellefteå AIK - Skellefteå B - Djurgården - Stockholm A - Växjö Lakers - Växjö B - SC Bern - Bern A - Fribourg-Gottéron - Fribourg A - Kloten Flyers - Kloten B - EV Zug - Zug A - ZSC Lions - Zürich A - Genève-Servette - Ženeva B - Nottingham Panthers - Nottingham C |

A - klubovi s A licencom 

B - klubovi s B licencom 

C - klubovi s C licencom 

↑1  Bolzano se kvalificirao preko EBEL lige

## Ljestvice i rezultati

### Grupna faza
Grupna faza je igrana od 21. kolovoza do 8. listopada 2014.
     - plasirali se u doigravanje
| Skupina A | Skupina A          | Skupina A | Skupina A | Skupina A | Skupina A | Skupina A | Skupina A | Skupina A | Skupina A |
| mj.       | klub               | GP        | W         | OTW       | OTL       | L         | GF        | GA        | bod       |
| --------- | ------------------ | --------- | --------- | --------- | --------- | --------- | --------- | --------- | --------- |
| 1.        | Oulun Kärpät       | 6         | 3         | 2         | 0         | 1         | 17        | 12        | 13        |
| 2.        | Bílí Tygři Liberec | 6         | 3         | 0         | 0         | 3         | 16        | 15        | 9         |
| 3.        | Košice             | 6         | 2         | 0         | 1         | 3         | 14        | 16        | 7         |
| 4.        | Kölner Haie        | 6         | 2         | 0         | 1         | 3         | 12        | 16        | 7         |

| Skupina B | Skupina B             | Skupina B | Skupina B | Skupina B | Skupina B | Skupina B | Skupina B | Skupina B | Skupina B |
| mj.       | klub                  | GP        | W         | OTW       | OTL       | L         | GF        | GA        | bod       |
| --------- | --------------------- | --------- | --------- | --------- | --------- | --------- | --------- | --------- | --------- |
| 1.        | Vienna Capitals (Beč) | 6         | 4         | 1         | 1         | 0         | 16        | 9         | 15        |
| 2.        | ZSC Lions Zürich      | 6         | 2         | 1         | 2         | 1         | 17        | 16        | 10        |
| 3.        | Fajestad Karlstad     | 6         | 1         | 3         | 1         | 1         | 15        | 13        | 10        |
| 4.        | Vålerenga Oslo        | 6         | 0         | 0         | 1         | 5         | 7         | 17        | 1         |

| Skupina C | Skupina C               | Skupina C | Skupina C | Skupina C | Skupina C | Skupina C | Skupina C | Skupina C | Skupina C |
| mj.       | klub                    | GP        | W         | OTW       | OTL       | L         | GF        | GA        | bod       |
| --------- | ----------------------- | --------- | --------- | --------- | --------- | --------- | --------- | --------- | --------- |
| 1.        | Frölunda Göteborg       | 6         | 5         | 0         | 0         | 1         | 35        | 13        | 15        |
| 2.        | Genève-Servette         | 6         | 5         | 0         | 0         | 1         | 28        | 15        | 15        |
| 3.        | Villacher SV            | 6         | 2         | 0         | 0         | 4         | 11        | 23        | 6         |
| 4.        | Briançon Diables Rouges | 6         | 0         | 0         | 0         | 6         | 8         | 31        | 0         |

| Skupina D | Skupina D            | Skupina D | Skupina D | Skupina D | Skupina D | Skupina D | Skupina D | Skupina D | Skupina D |
| mj.       | klub                 | GP        | W         | OTW       | OTL       | L         | GF        | GA        | bod       |
| --------- | -------------------- | --------- | --------- | --------- | --------- | --------- | --------- | --------- | --------- |
| 1.        | Fribourg-Gottéron    | 6         | 3         | 2         | 1         | 0         | 21        | 13        | 14        |
| 2.        | PSG Zlín             | 6         | 2         | 1         | 2         | 1         | 15        | 20        | 10        |
| 3.        | Djurgården Stockholm | 6         | 2         | 1         | 1         | 2         | 21        | 16        | 9         |
| 4.        | Eisbären Berlin      | 6         | 0         | 1         | 1         | 4         | 14        | 22        | 3         |

| Skupina E | Skupina E        | Skupina E | Skupina E | Skupina E | Skupina E | Skupina E | Skupina E | Skupina E | Skupina E |
| mj.       | klub             | GP        | W         | OTW       | OTL       | L         | GF        | GA        | bod       |
| --------- | ---------------- | --------- | --------- | --------- | --------- | --------- | --------- | --------- | --------- |
| 1.        | Tappara Tampere  | 6         | 3         | 0         | 2         | 1         | 21        | 16        | 11        |
| 2.        | Stavanger Oilers | 6         | 3         | 1         | 0         | 2         | 19        | 17        | 11        |
| 3.        | Oceláři Třinec   | 6         | 3         | 0         | 0         | 3         | 20        | 14        | 9         |
| 4.        | SC Bern          | 6         | 1         | 1         | 0         | 4         | 11        | 24        | 5         |

| Skupina F | Skupina F  | Skupina F | Skupina F | Skupina F | Skupina F | Skupina F | Skupina F | Skupina F | Skupina F |
| mj.       | klub       | GP        | W         | OTW       | OTL       | L         | GF        | GA        | bod       |
| --------- | ---------- | --------- | --------- | --------- | --------- | --------- | --------- | --------- | --------- |
| 1.        | Linköpings | 6         | 4         | 1         | 0         | 1         | 20        | 10        | 14        |
| 2.        | TPS Turku  | 6         | 3         | 1         | 1         | 1         | 21        | 12        | 12        |
| 3.        | Bolzano    | 6         | 3         | 0         | 0         | 3         | 12        | 22        | 9         |
| 4.        | Pardubice  | 6         | 0         | 0         | 1         | 5         | 11        | 20        | 1         |

| Skupina G | Skupina G      | Skupina G | Skupina G | Skupina G | Skupina G | Skupina G | Skupina G | Skupina G | Skupina G |
| mj.       | klub           | GP        | W         | OTW       | OTL       | L         | GF        | GA        | bod       |
| --------- | -------------- | --------- | --------- | --------- | --------- | --------- | --------- | --------- | --------- |
| 1.        | Sparta Prag    | 6         | 3         | 1         | 1         | 1         | 25        | 19        | 12        |
| 2.        | Växjö Lakers   | 6         | 4         | 0         | 0         | 2         | 19        | 14        | 12        |
| 3.        | KalPa Kuopio   | 6         | 2         | 0         | 1         | 3         | 11        | 15        | 7         |
| 4.        | Adler Mannheim | 6         | 1         | 1         | 0         | 4         | 11        | 18        | 5         |

| Skupina H | Skupina H               | Skupina H | Skupina H | Skupina H | Skupina H | Skupina H | Skupina H | Skupina H | Skupina H |
| mj.       | klub                    | GP        | W         | OTW       | OTL       | L         | GF        | GA        | bod       |
| --------- | ----------------------- | --------- | --------- | --------- | --------- | --------- | --------- | --------- | --------- |
| 1.        | SaiPa Lappeenranta      | 6         | 4         | 1         | 0         | 1         | 18        | 11        | 14        |
| 2.        | EV Zug                  | 6         | 3         | 0         | 1         | 2         | 14        | 14        | 10        |
| 3.        | Vítkovice Steel Ostrava | 6         | 1         | 1         | 1         | 3         | 18        | 20        | 6         |
| 4.        | ERC Ingolstadt          | 6         | 1         | 1         | 1         | 3         | 16        | 21        | 6         |

| Skupina I | Skupina I         | Skupina I | Skupina I | Skupina I | Skupina I | Skupina I | Skupina I | Skupina I | Skupina I |
| mj.       | klub              | GP        | W         | OTW       | OTL       | L         | GF        | GA        | bod       |
| --------- | ----------------- | --------- | --------- | --------- | --------- | --------- | --------- | --------- | --------- |
| 1.        | Red Bull Salzburg | 6         | 5         | 0         | 0         | 1         | 23        | 8         | 15        |
| 2.        | JYP Jyväskylä     | 6         | 3         | 2         | 0         | 1         | 15        | 11        | 13        |
| 3.        | HV71 Jönköping    | 6         | 2         | 0         | 1         | 3         | 15        | 17        | 7         |
| 4.        | Kloten Flyers     | 6         | 0         | 0         | 1         | 5         | 5         | 22        | 1         |

| Skupina J | Skupina J          | Skupina J | Skupina J | Skupina J | Skupina J | Skupina J | Skupina J | Skupina J | Skupina J |
| mj.       | klub               | GP        | W         | OTW       | OTL       | L         | GF        | GA        | bod       |
| --------- | ------------------ | --------- | --------- | --------- | --------- | --------- | --------- | --------- | --------- |
| 1.        | Skellefteå AIK     | 6         | 5         | 0         | 0         | 1         | 20        | 8         | 15        |
| 2.        | HIFK Helsinki      | 6         | 4         | 1         | 0         | 1         | 31        | 15        | 14        |
| 3.        | SønderjyskE Vojens | 6         | 1         | 0         | 1         | 4         | 15        | 31        | 4         |
| 4.        | Krefeld Pinguine   | 6         | 1         | 0         | 0         | 5         | 13        | 25        | 3         |

| Skupina K | Skupina K           | Skupina K | Skupina K | Skupina K | Skupina K | Skupina K | Skupina K | Skupina K | Skupina K |
| mj.       | klub                | GP        | W         | OTW       | OTL       | L         | GF        | GA        | bod       |
| --------- | ------------------- | --------- | --------- | --------- | --------- | --------- | --------- | --------- | --------- |
| 1.        | Lukko Rauma         | 6         | 5         | 0         | 0         | 1         | 21        | 7         | 15        |
| 2.        | Luleå Hockey        | 6         | 5         | 0         | 0         | 1         | 32        | 6         | 15        |
| 3.        | Hamburg Freezers    | 6         | 1         | 0         | 0         | 5         | 8         | 21        | 3         |
| 4.        | Nottingham Panthers | 6         | 1         | 0         | 0         | 5         | 9         | 36        | 3         |

### Doigravanje

#### Osmina završnice
Igrano 4. i 11. studenog 2014.
| klub1             | klub2                 | 1. ut | 2. ut  |
| ----------------- | --------------------- | ----- | ------ |
| JYP Jyväskylä     | Skellefteå AIK        | 5:4   | 2:3 OT |
| Genève-Servette   | SaiPa Lappeenranta    | 2:0   | 2:4 OT |
| Sparta Prag       | Linköpings            | 1:2   | 2:2    |
| Oulun Kärpät      | Vienna Capitals (Beč) | 3:1   | 3:2    |
| TPS Turku         | Lukko Rauma           | 1:5   | 4:3    |
| Tappara Tampere   | Frölunda Göteborg     | 1:5   | 2:4    |
| Luleå Hockey      | Red Bull Salzburg     | 2:4   | 7:5 OT |
| Fribourg-Gottéron | HIFK Helsinki         | 2:2   | 1:3    |

#### Četvrtzavršnica
Igrano 2. i 9. prosinca 2014.
| klub1              | klub2             | 1. ut | 2. ut  |
| ------------------ | ----------------- | ----- | ------ |
| Linköpings         | Skellefteå AIK    | 1:2   | 4:3 OT |
| Lukko Rauma        | Luleå Hockey      | 2:5   | 1:2    |
| SaiPa Lappeenranta | Oulun Kärpät      | 0:2   | 2:3    |
| HIFK Helsinki      | Frölunda Göteborg | 2:1   | 3:5    |

#### Poluzavršnica
Igrano 13. i 20. siječnja 2015.
| klub1             | klub2        | 1. ut | 2. ut  |
| ----------------- | ------------ | ----- | ------ |
| Skellefteå AIK    | Luleå Hockey | 2:2   | 2:3    |
| Frölunda Göteborg | Oulun Kärpät | 4:2   | 2:3 OT |

#### Završnica
Igrano u Lulei 3. veljače 2015.
| klub1        | rez. | klub2             |
| ------------ | ---- | ----------------- |
| Luleå Hockey | 4:2  | Frölunda Göteborg |

## Poveznice i izvori
- championshockeyleague.net